# Pfungstadt
Pfungstadt er en by i Kreis Darmstadt-Dieburg i den tyske delstat Hessen. Den har partnerbyerne:
- Retford, Nottinghamshire, England siden 1979
- Figline Valdarno, Italien, regionen Toskana siden 1993
- Gradignan, Frankrig, Département Gironde siden 1996
- Hévíz, Ungarn siden 2005

## Kommunalvalg 2011
| Parti                         | Procent |
| ----------------------------- | ------- |
| SPD                           | 44,8    |
| CDU                           | 23,6    |
| Bündnis 90/Die Grünen         | 15,9    |
| Freie Wählergemeinschaft      | 7,1     |
| Unabhängige Bürger Pfungstadt | 6,0     |
| FDP                           | 2,6     |